# 土量配分

土地と岩の切土が盛土に運搬される大量運搬図

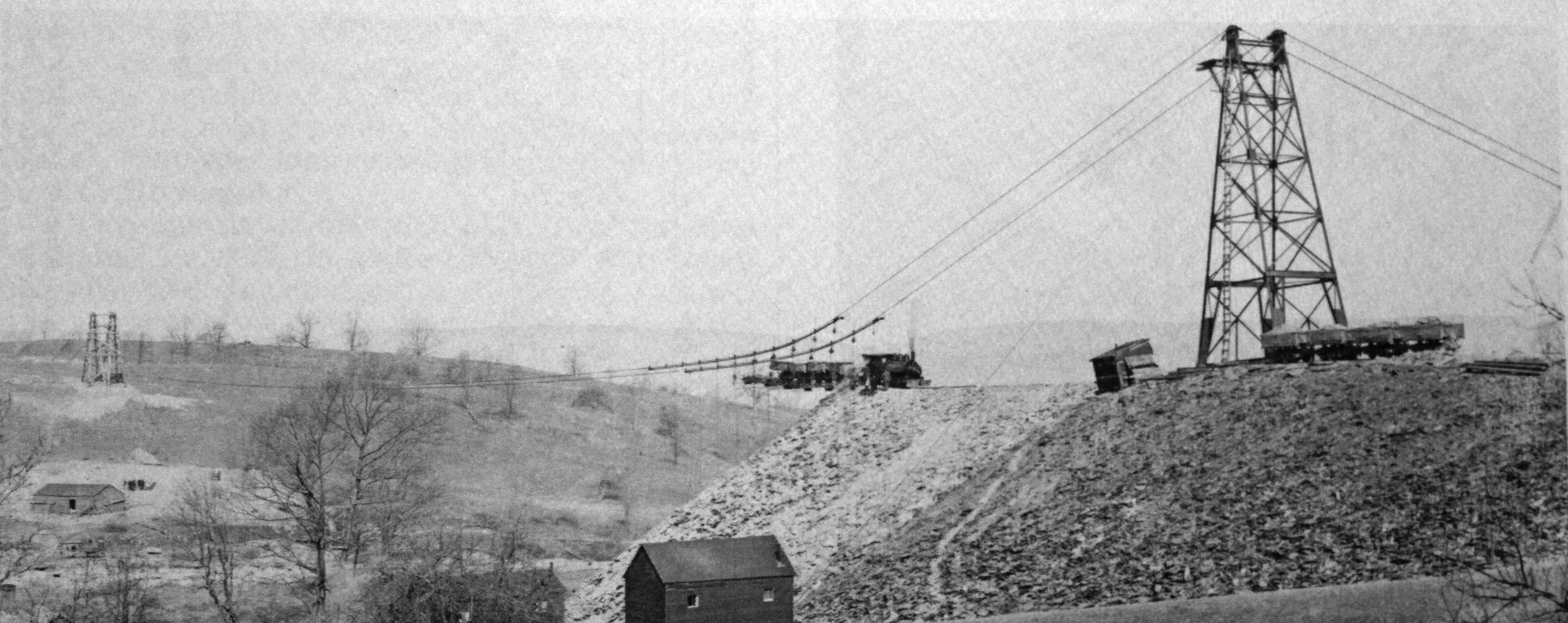
1909年　土工建設の状況

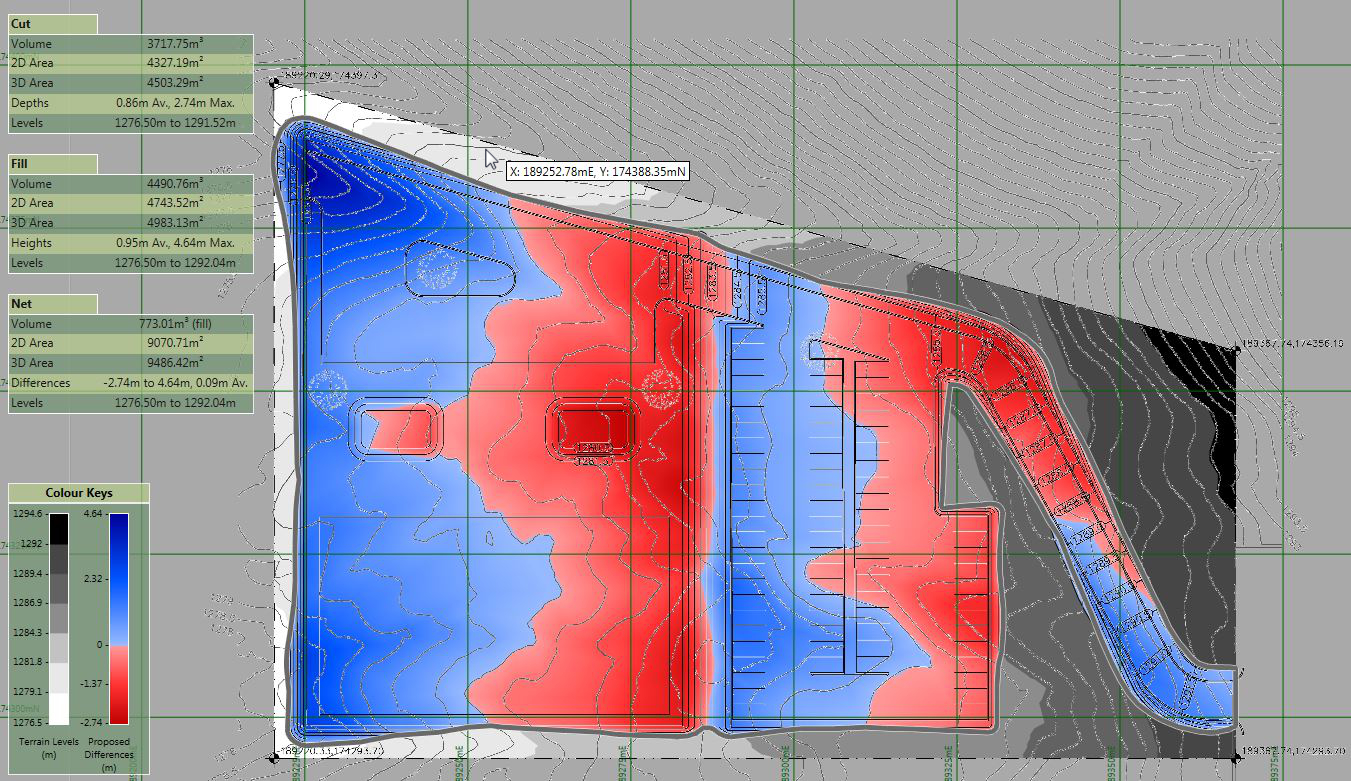
カットアンドフィル用ソフトウェア：上からの眺め

土量配分（どりょうはいぶん、en:cut and fill）とは、土地の造成、土工工事において鉄道、道路または運河などを建設するプロセスにより生じる土の切土（掘削土）量と盛土量との分配作業。 
切土からの土量を、現場の堤防を作るのに必要な盛土量とほぼ一致させればそれだけ、建設労働量やコストを最小限に抑えることになる。 

## 概要
堤防や路床盛土など土構造体の切土法面は2対1（水平から垂直方向の寸法）の勾配よりも大きく作成されることはめったになく おのずと切盛りの配分が計画決定される。 
道路または鉄道敷をオープンカットで施工の場合、部分は道路が周囲の地形よりも標高が低いという特徴を生じさせるが、運用の観点からは、道路の切断面に関連した独特の環境影響を考慮するためである。たとえば、大気汚染物質はカットによって作成された「谷」に集中する可能性があるが、逆に 騒音公害は切断された部分によって軽減され、これは車道の設計が落ち込んでいるために、視線の音の伝播が効果的に遮断されるためである 。 

### 充填
充填部分は、道路またはトラックベッドの高架部分として現れるが、充填部分の環境効果は、大気汚染の分散に関しては一般的に好ましいが、音の伝播の問題では一般的に近くの居住者へ漏れが増加する。こうした土地では音壁やその他の形態の音道閉塞があまり効果的でないためである。 
盛土埋戻しを実施する理由にはさまざまなものがあるが、その理由には、ルートに沿った縦断勾配、水面、沼地、または雪の漂流が頻繁に集まるエリアの標高の問題があり、木の切り株、岩、または不安定な土壌を覆うためにも利用される。その場合、道路または鉄道の重量を支え、差のある沈下を減らすために、より高い支持力を持つ材料が障害物の上に置かれる。 

## 歴史
土量配分は、イギリス諸島全体のなだらかな地形に沿って地を構築するために広く利用されてきた[ 要出典 ]。第二次世界大戦の終わりに、アイルランドの帰還兵のための新しい住居地で後に行われたが、アイルランドの鉄道エンジニアLachlan J. Bolandによって開発される。LachlanJ. Bolandは、住宅建設に鉄道導入する際にことの利点を理解していたのである。

## ソフトウェア
切土量と盛土量を計算するために、多くのソフトウェア製品が利用可能である。簡単なアプローチでは、ソフトウェアプログラムでさまざまな土工機能を定義し、標高を手動で調整して最適な切土量と盛土量を計算する。より洗練されたソフトウェアは、切土量と盛土量のバランスを自動的に取り、材料を考慮することができる。これを行うことができるソフトウェアは、 土木工事推定ソフトウェアの広いカテゴリーに該当する。 